# 黄坳乡
黄坳乡，是中华人民共和国江西省九江市修水县下辖的一个乡镇级行政单位。

## 行政区划
黄坳乡下辖以下地区：
九龙村、朱砂村、丁桥村、潭溪村、田溪村、三塘村、塘排村、旁培村、岩嘴村、龙峰村、港源村、黄坳村和船形村。